# فرودگاه بین‌المللی آراد
فرودگاه بین‌المللی آراد (به انگلیسی: Arad International Airport) (به زبان بومی: Aeroportul Internaţional Arad) یک فرودگاه همگانی مسافربری با کد یاتا ARW است که یک باند فرود بتن دارد و طول باند آن ۲۰۰۰ متر است. این فرودگاه در شهر آراد (رومانی) کشور رومانی قرار دارد و در ارتفاع ۱۰۷ متری از سطح دریا واقع شده است.